# Bioforce militaire
Cet article possède un paronyme, voir Bioforce (homonymie).
La bioforce militaire est une unité militaire française du service de santé des armées destinée à porter secours aux états confrontés à une situation de crise ou de catastrophe épidémiologique.

## Historique
Cette unité est créée en 1983 et résulte d'une convention entre le ministère de la Défense, le ministère des Affaires étrangères, le ministère de la Coopération et la fondation Mérieux.
Elle n’est plus active.

## Opérations
En 2000, l'unité Bioforce a effectué seize opérations dont :
- 1990 : São Tomé (choléra)
- 1992 : 
  - Burundi (épidémie)
  - Centrafrique (méningite)
  - Mayotte (paludisme)
  - Tchad (méningite)
- 1993 : Djibouti (épidémie)
- 1994 :
  - Burundi (épidémie)
  - Djibouti (épidémie)
  - Rwanda (réfugiés)
- 1997 : Djibouti (épidémie)
- 1998 : Amérique centrale (Ouragan Mitch)